# Neptosternus sombuicus
Neptosternus sombuicus är en skalbaggsart som beskrevs av Guignot 1954. Neptosternus sombuicus ingår i släktet Neptosternus och familjen dykare. Inga underarter finns listade i Catalogue of Life.